# Narcís Oller i Moragas
Narcís Oller i Moragas (català: Narcís Oller)  (Valls, 10 d'agost de 1846 - Barcelona, 26 de juliol de 1930) va ser un advocat i escriptor català que va cultivar el realisme i el naturalisme, però va acabar adaptant-se al modernisme de l'època, tot i així va acabar sent un dels escriptors més reconeguts del segle xix.

## Biografia
Fill de Josep Oller i Yxart (1820-1848) i de Rosa Moragas i Tavern (1821-1876), va quedar orfe de pare als dos anys, i anà a viure amb la seva mare a la casa pairal dels Moragas a Valls, on s'educà en un ambient benestant il·lustrat i molt liberal. Seguí les ensenyances del seu oncle, l'advocat Josep de Moragas. Més tard, estudià dret a Barcelona, on es llicencià el 1871. Treballà de primer com a funcionari de la Diputació de Barcelona i, més tard, s'instal·là com a procurador dels Tribunals. Es dedicà a aquesta darrera professió gairebé fins a la seva mort.
A la seva vida hi ha pocs esdeveniments remarcables —ell mateix deia que vivia «com un senzill buròcrata»—, com poc remarcable és la incidència de fets biogràfics en la seva producció literària. Oller fou un home moderat i liberal, políticament adscrit al catalanisme conservador i perfectament emmotllat dins la classe social, la burgesia, el món de la qual retratà amb detall a les seves narracions.
Oller començà a escriure a la seva jovenesa; la producció d'aquests anys, escrita en castellà, és gairebé tota perduda o inèdita. Vers 1877 es decidí a canviar de llengua: «Vaig veure finalment clar» —diu ell mateix a les seves Memòries literàries rememorant aquesta època que «entre l'escriptor i la seva llengua nadiua hi ha un nexe tan estret que no té substitució possible».
En aquest determini van influir diversos factors, entre els quals sembla que s'han de destacar l'impacte que li va fer els Jocs Florals d'aquest any (s'hi premià L'Atlàntida de mossèn Jacint Verdaguer i Àngel Guimerà fou nomenat mestre en Gai Saber) i la seva entrada en contacte amb les tertúlies literàries, en especial amb el grup de la revista La Renaixença.
Oller emprarà el català no només per raons sentimentals o polítiques, sinó també per raons estrictament literàries. A final dels anys setanta començava a llegir Émile Zola i altres autors francesos coetanis, tot descobrint la literatura realista, que en castellà conreaven ja autors com Juan Valera y Alcalá Galiano i Benito Pérez Galdós. Foren, però, dos íntims amics, els crítics Josep Yxart (que, a més, era cosí seu) i Joan Sardà i Lloret, els que li van fer veure les possibilitats de la narració realista i naturalista i l'impulsaren a escriure seguint el model d'aquests corrents literaris, que eren en aquells moments els que predominaven arreu d'Europa. Una vegada passat a les files del realisme, Oller no va veure altra manera de reflectir fidelment el seu entorn que mitjançant la llengua pròpia del món que pintava. Aquesta actitud, tant a nivell teòric com en la pràctica literària, fou una constant de la seva trajectòria artística i personal.

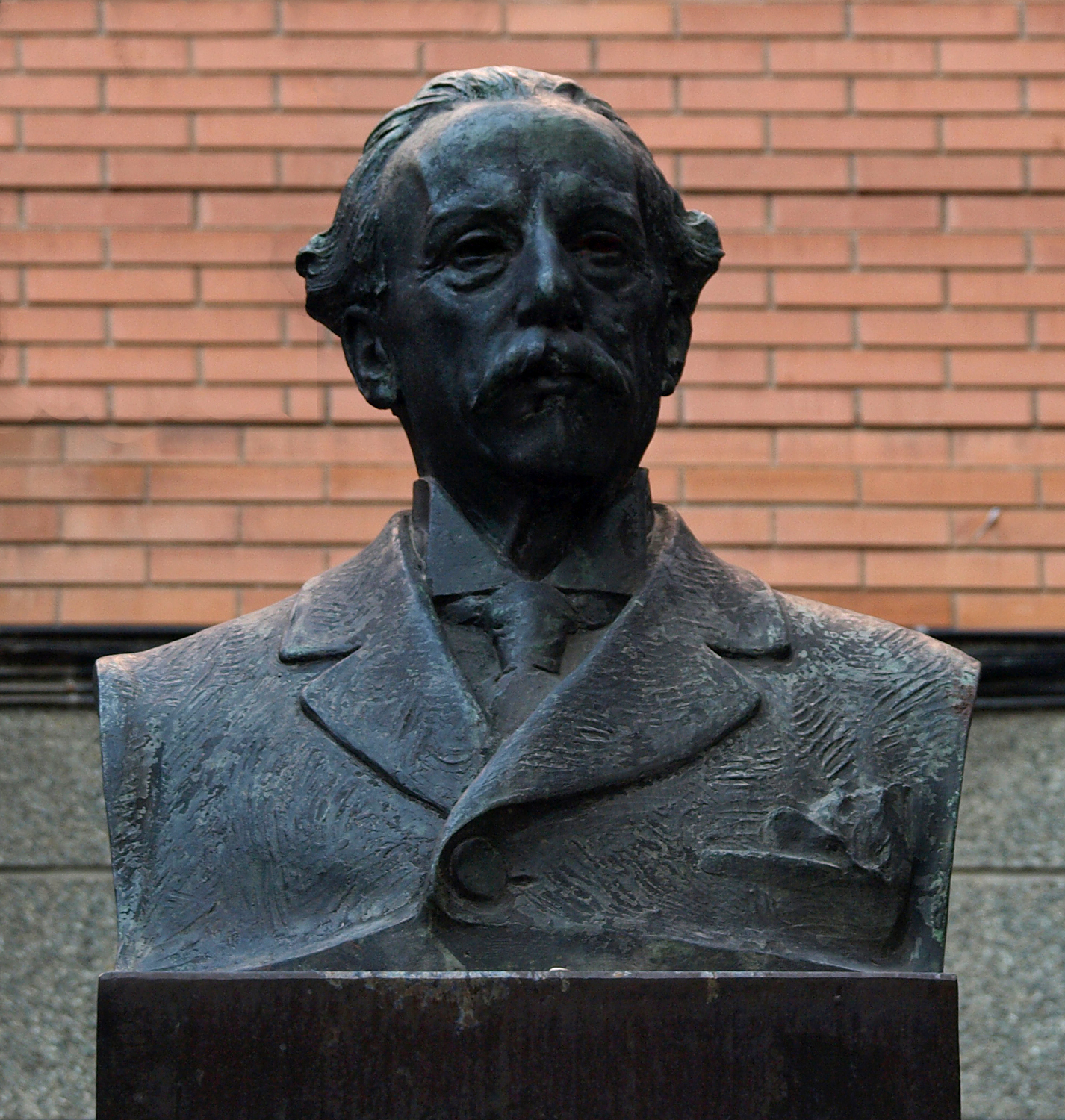
Bust de Narcís Oller, obra d'Eusebi Arnau

Oller gaudia d'un gran respecte i estimació entre els autors castellans contemporanis (Galdós, Pereda, Valera...) i s'hi relacionava amb freqüència. Aquests, per la seva banda, l'insistien sovint perquè escrigués en castellà, adduint, entre d'altres, raons de fama i fortuna literària. Oller, però, que tenia plena consciència del que comportava escriure en català, no s'hi va avenir mai.

El 1886 es desfermà una polèmica a la premsa peninsular sobre la utilització del català com a llengua literària. La qüestió, curiosament, només afectava la prosa. Galdós per exemple, escrivia el següent:
| « | Comprendo que los resucitadores del catalán literario consigan su objeto dentro de la poesía, porque la poesía vive perfectamente en los idiomas ingenuos y sin cultivo, casi mejor que en los muy trabajados; però querer hacer en catalán la novela contemporanea, que requiere una dicción extremadamente rica y flexible, me parece absurdo, con perdón sea dicho del insigne Oller. (sic) | » |

 Aquestes afirmacions seguien la mateixa línia d'altres que, un parell d'anys abans, el mateix Galdós havia fet a Oller per carta, i entre les quals en destaca una de ben impertinent i significativa: «es tontísimo que V. escriba en catalán». Oller li respongué en una lletra del 14 de desembre de 1884 amb un seguit d'arguments que són tota una declaració de principis sobre el seu concepte de realisme, tendència literària, d'altra banda, a la qual el mateix Galdós estava adscrit: 
| « | Escric novel·la en català perquè visc a Catalunya, copio costums i paisatges catalans i catalans són els tipus que retrato, en català els sento cada dia, a totes hores, com vostè sap que parlem aquí. No pot vostè imaginar efecte més fals i ridícul que el que em causaria a mi fer-los dialogar en una altra llengua, ni puc ponderar-li tampoc la dificultat amb què ensopegaria per tal de trobar en paleta castellana quan pinto, els colors que em són familiars de la catalana […]. No creu vostè que el llenguatge és una concreció de l'esperit? Aleshores com se'l pot divorciar d'aquesta fusió de realitat i observació que existeix en tota obra realista?'. | » |

## Les novel·les

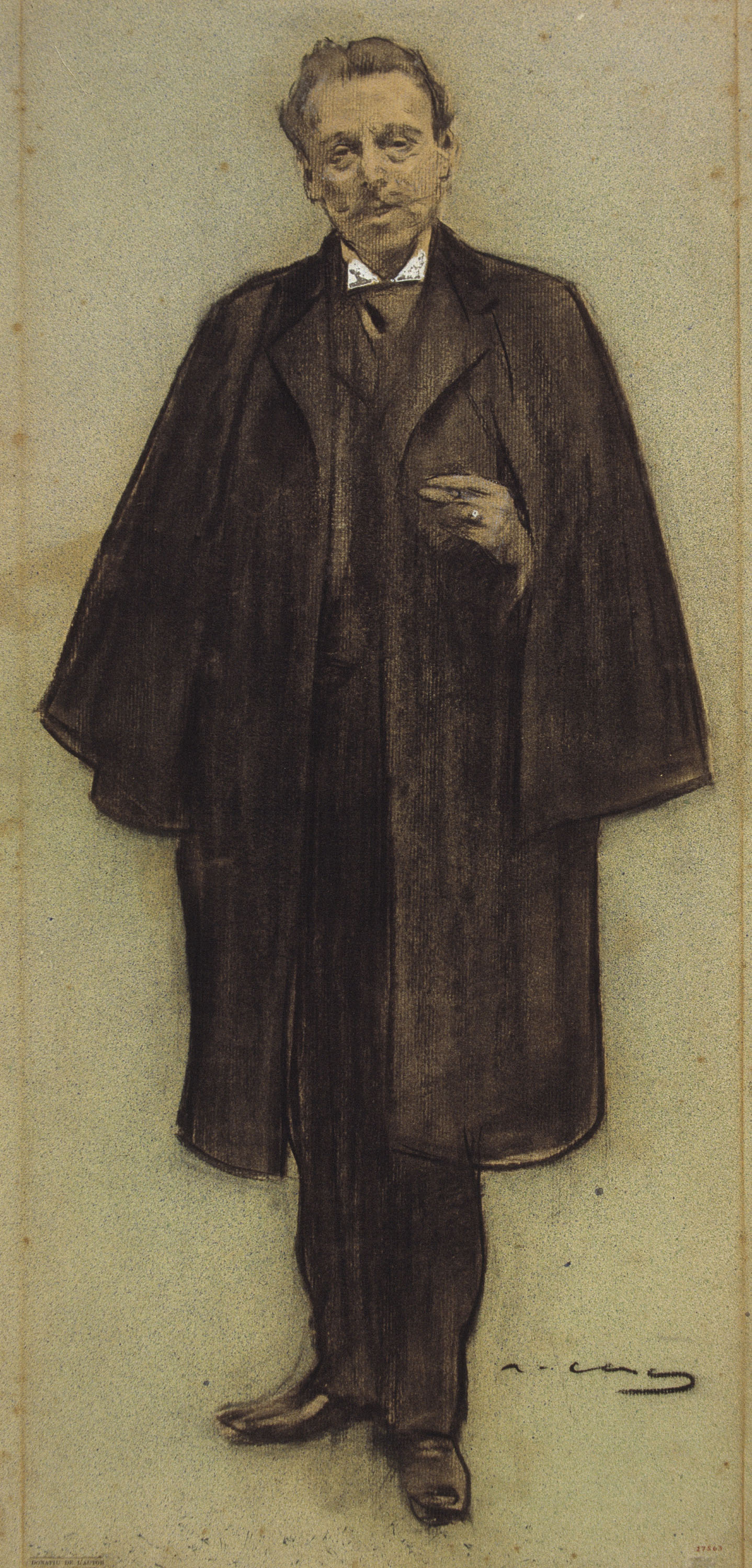
Narcís Oller vist per Ramon Casas (MNAC).

Dins la narrativa olleriana es poden distingir tres etapes:

### Aprenentatge
A final dels anys seixanta Oller havia començat a col·laborar a la premsa en castellà, sovint amb pseudònim; pels volts de 1872 inicià una novel·la, també en castellà, que no arribà a acabar. Cap al 1874 es començà a plantejar la possibilitat d'escriure en català i entre 1877 i 1878, com ja hem vist, optà finalment per escriure en la seva llengua. Així el 1879 publicà el recull de narracions Croquis del natural, que fou rebut per la crítica com un tombant dins la narrativa catalana del moment; aquest mateix any guanyà un premi de narrativa als Jocs Florals amb Sor Sanxa, premi que tornà a rebre l'any següent amb Isabel de Galceran.

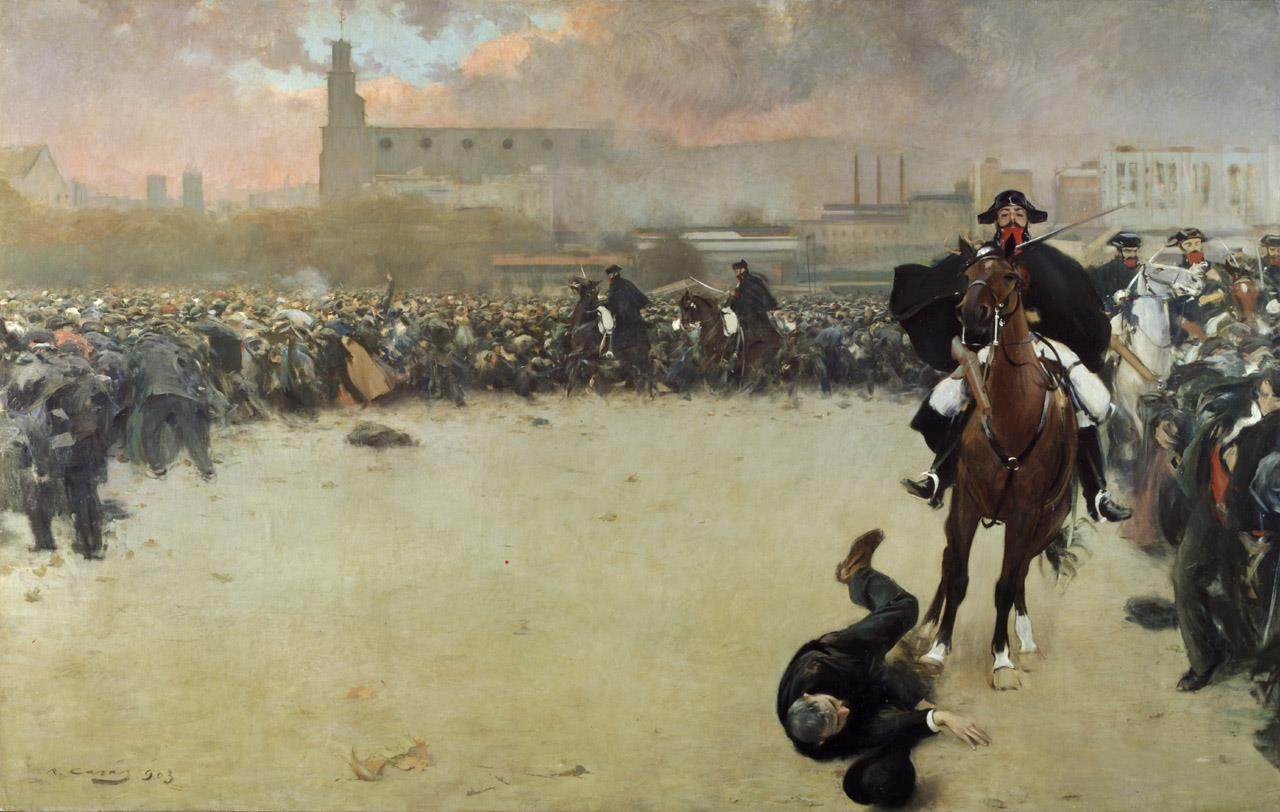
La càrrega de Ramon Casas, reflecteix les grans vagues obreres de la darreria del són presents a les obres de Narcís Oller

Aquesta primera etapa, d'aprenentatge i formació, es caracteritza per la permanència de l'autor dins d'unes coordenades romàntiques i costumistes, si bé s'hi comença a detectar la influència del realisme, especialment a La papallona (1882), la seva primera novel·la i la que clou aquesta primera fase de la seva producció. Obra de transició, es troba molt lligada encara als esquemes romàntics. Així, l'argument —fulletonesc— es basa en la història d'una noia, la Toneta, òrfena, pobra, ingènua, analfabeta i malaltissa, que és seduïda i abandonada per un papallona, el Lluís, de classe social més alta. L'acció es desenvolupa en vint capítols i se situa a Barcelona, una Barcelona menestral a la qual es comencen a manifestar els primers símptomes dels canvis profunds que hi portarà la industrialització. La vida de la ciutat, però, resta encara molt lligada a esquemes costumistes.
La presència d'elements truculents, de la casualitat i d'un final moralista i inversemblant (a les portes de la mort, la Toneta aconsegueix d'unir-se en matrimoni amb el seductor) són elements que evidencien el llast romàntic de la novel·la. Amb tot, hi apareixen aspectes que pertanyen a la línia realista, i que van des de l'exactitud dels diàlegs i les descripcions fins a l'explicació dels antecedents biològics i psicològics de la protagonista.

La novel·la obtingué un gran èxit de crítica i públic i fou ben aviat traduïda a diversos idiomes (al francès, al rus, al castellà…). Presentada per alguns crítics com la primera mostra del naturalisme a Catalunya, Émile Zola, el teòric del moviment, remarca al pròleg de l'edició francesa del llibre que hi havia notables diferències entre Oller i aquest moviment: 
| « | He llegit que prové de nosaltres, dels naturalistes francesos. Pel marc, per la factura de les escenes, per la manera de fixar els personatges en un medi, sí: però per l'ànima de les obres, per la concepció de la vida, no, de cap manera. Nosaltres som positivistes i deterministes, almenys no pretenem intentar sobre l'home més que experiències; i Oller, abans que tot, és un narrador que s'emociona amb la seva narració, que va fins al fons de l'entendriment, a risc de sortir-se de la veritat. | » |

Situada entre el Romanticisme i el Naturalisme, La Papallona suposà un canvi significatiu dins la novel·lística catalana: la superació d'esquemes literaris desfasats i la incorporació de la nostra novel·la a la línia realista i naturalista predominant aleshores a Europa.

### Consolidació
La primera edició de la novel·la La papallona, es va publicar amb un pròleg d'Émile Zola; amb el gran ressò públic que tingué, donà a Oller una major confiança com a narrador i en el model literari que havia començat a seguir. Així, entre 1883 i 1889 es donà l'etapa de major creativitat de l'autor: quatre novel·les i diversos reculls de relats curts.
El 1883 publicà els contes Notes de color i després la novel·la curta L'Escanyapobres. El subtítol d'Estudi d'una passió, que apareixia a la primera edició d'aquesta novel·la, indica ja una intenció cientificista i psicològica. Situada en un poble imaginari —Pratbell— en vies d'industrialització, narra la història d'una parella d'avars –l'Oleguer, L'Escanyapobres, i la Tuies, la seva dona–, en els quals la passió pels diners els porta a tancar-se en ells mateixos i a la mort tràgica del protagonista. L'avarícia és vista no sols com una tara moral (la mort d'Oleguer, causada per la seva obsessió pels diners, és clarament un «càstig») sinó també com una actitud socialment regressiva, ja que és fre per al progrés, per a la inversió productiva que feia possible la transformació socioeconòmica de la Catalunya d'aquells anys.
L'Escanyapobres és una de les millors creacions de Narcís Oller. Aquí, més que en qualsevol altra de les seves novel·les, la imaginació hi té un paper destacadíssim. D'altra banda, és l'obra en què el sentimentalisme —sempre present en Oller— té menys importància, gràcies sobretot a l'ús de dos procediments narratius: la ironia i el distanciament. Aquest darrer recurs es palesa en la caricaturització —que alguns crítics han qualificat d'esperpèntica— de personatges i situacions.
Vilaniu (1885) fou confegida a partir de la narració Isabel de Galceran, obeint a pressions d'alguns crítics amics seus. L'acció transcorre en una petita ciutat provinciana, Vilaniu (nom simbòlic que literaturalitza la ciutat nadiua de l'autor: Valls), on l'enamorament d'un jove advocat per Isabel, la muller del cacic Galceran, desencadena la calúmnia, que finalment provocarà la desgràcia de la família d'ella. La trama de l'obra inclou, a més, molts elements de la vida social i política del moment històric: la decadència de les petites ciutats rurals, les lluites entre liberals i moderats… La novel·la, que avui se'ns apareix com una de les menys interessants de l'autor, suposa un cert retrocés tècnic amb relació a L'Escanyapobres. Plantejada ambiciosament, no reeixí a desenvolupar un tema romàntic a partir d'esquemes realistes i naturalistes.
La febre d'or és la més extensa de les novel·les ollerianes i, sens dubte, la més notable com a font de coneixement històric d'una etapa important de l'evolució del nostre país. El 1890 publicà el primer volum, escrit l'any anterior d'una embranzida, com digué ell mateix. El pla de l'obra feia temps que l'anava preparant, però la notícia de la imminent publicació de la novel·la L'argent, de Zola, sobre un tema similar, l'obligà a precipitar-ne la redacció i l'edició. El segon volum aparegué el mateix any que el primer, i el tercer, el 1892. Aquestes circumstàncies comportaren, segurament, molts dels defectes que impediren que aquesta novel·la, què és de les millors de l'autor, esdevingués una obra plenament reeixida.
La idea del tema arrenca de la febre borsària de 1880-1881. Oller confessa que volgué estudiar de prop la història i caràcter d'aquella follia. Així, en la història de Gil Foix i de la seva família exemplifica simbòlicament aquells fets històrics.
La novel·la està dividida en dues parts, que porten títols ben significatius: La pujada (els vint primers capítols) i L'estimbada (els catorze darrers). Oller hi narra la ràpida ascensió econòmica i social de Gil Foix des de la menestralia fins a l'alta burgesia gràcies a les seves hàbils especulacions a la Borsa. La febre d'or és tant la història d'uns personatges concrets com la de tota una època de Barcelona. Oller hi retrata el pas d'una ciutat industrial i cosmopolita, emmarcada entre la febre borsària de principis dels anys vuitanta i l'Exposició Universal de 1888. Que fou, en mots d'Oller, un «esforç titànic que donava tan brava mostra de les nostres ocultes energies i de la nostra set de progrés, encenien la meva imaginació, el meu catalanisme, la fe posada en aquest poble».
La bogeria (1899), basada en un fet real (la mort d'un client seu), és l'estudi d'un fenomen psicològic —la bogeria—, de les seves possibles causes sense arribar a cap conclusió i de les seves conseqüències socials. L'acció transcorre entre la Revolució de setembre i els primers anys de la Restauració borbònica, i més concretament els anys de la febre d'or. L'àmbit espacial se situa sobretot entre Barcelona i Vilaniu.
El protagonista, Daniel Serrallonga, és un jove exaltat, entusiasta partidari del general Prim, jugador de borsa i pledejador obsessionat contra la seva família, que lentament esdevé boig. Tècnicament, l'obra suposa un trencament amb els procediments naturalistes. En efecte: en lloc de la narració omniscient en tercera persona hi ha un narrador de primera persona —un narrador-testimoni que té un paper secundari, però destacat, en l'acció— i la descripció perd relleu en favor de la narració i el diàleg. Temàticament, en canvi, és la novel·la més naturalista de l'autor, ja que els principis teòrics zolians del determinisme del medi i l'herència són la matèria central de la discussió sobre les causes de la malaltia de Serrallonga.
Aquesta novel·la tanca l'etapa més creativa de Narcís Oller. Les obres d'aquest període s'emmarquen dins la línia realista que va d'Honoré de Balzac a Émile Zola i pretenen, globalment, reproduir la realitat de l'època i del país en què l'autor vivia: la Catalunya de la Restauració. L'òptica, és clar, és la d'un observador que pertany a la classe social dirigent i, per això, el més remarcable és el seu examen de les actituds i la ideologia de la burgesia. Que hi ha una voluntat totalitzadora ho confirmen alguns dels seus procediments literaris, en especial la reaparició de personatges a les diverses obres i la limitació de l'espai geogràfic bàsicament a Barcelona i al poble arquetípic de Vilaniu.

### Pilar Prim
Quan Oller va escriure La bogeria, el naturalisme era ja un moviment en liquidació arreu d'Europa, i a casa nostra el Modernisme era un nou corrent que s'obria pas amb força i anava imposant unes noves formulacions literàries. En aquest context, el novel·lista, que, a més, acabava de perdre els seus amics i consellers literaris, els crítics Yxart i Sardà, es trobà desconcertat. Sabem per les seves Memòries que el preocupaven aleshores una sèrie de problemes tècnics (estructura, proporcions de l'obra, insuficiència del seu lèxic en relació al ric vocabulari aportat pels nous autors, com ara Víctor Català, Casellas o Ruyra) i que es mostrava molt crític amb les obres anteriors, especialment amb Vilaniu i La febre d'or.
No és, doncs, d'estranyar que trigués quatre o cinc anys per escriure la seva pròxima novel·la: Pilar Prim (1906). Oller trencà en aquesta obra amb la preceptiva naturalista i feu un gran esforç per tal d'acostar-se als nous gustos estètics. Temàticament, suposa un canvi amb relació a les obres anteriors. Abandonà la vida d'una burgesia i d'una societat en formació i se centrà en la nova burgesia barcelonina, molt més consolidada i segura d'ella mateixa. El conflicte de l'obra és típicament burgès: la injustícia de la clàusula testamentària del marit que priva de l'usdefruit dels béns a la vídua si es torna a casar.
Des d'un punt de vista tècnic, retorna a la tercera persona narrativa (que ja no havia utilitzat a La bogeria) i dona, sobretot a la primera part de l'obra, un gran relleu a la descripció. Aquests aspectes enllacen directament amb la seva formació realista-naturalista. però, malgrat això, la novel·la ha superat ja aquesta tendència i va per uns altres camins.
Pilar Prim narra la història d'una vídua encara jove que, enfrontada amb l'ambient que l'envolta (la filla, els parents, les amistats, les conveniències socials i els prejudicis morals de l'època), tracta d'estimar segons els seus íntims desigs. És una novel·la psicològica, on apareixen molts elements de filiació modernista: l'ús de símbols —entre els quals el mateix nom de la protagonista—, la correlació entre el paisatge i l'estat d'ànim dels personatges, els monòlegs interiors indirectes, referències a Richard Wagner i Friedrich Nietzsche. Es tracta, sens dubte, d'una de les millors obres de Narcís Oller i en ella resulta molt agradable l'intent del novel·lista de connectar amb les noves tendències de la novel·la europea i amb la nova sensibilitat estètica modernista.
Després de Pilar Prim no tornarà a conrear la novel·la. Sentint-se marginat i menysvalorat, la seva activitat literària disminuí, encara que publicà posteriorment diverses traduccions, com Madame X, d'Alexandre Bisson, dos llibres de contes i un de teatre, va escriure les seves Memòries literàries i preparà i revisà l'edició de les seves Obres completes.

### La narrativa curta. Altres gèneres

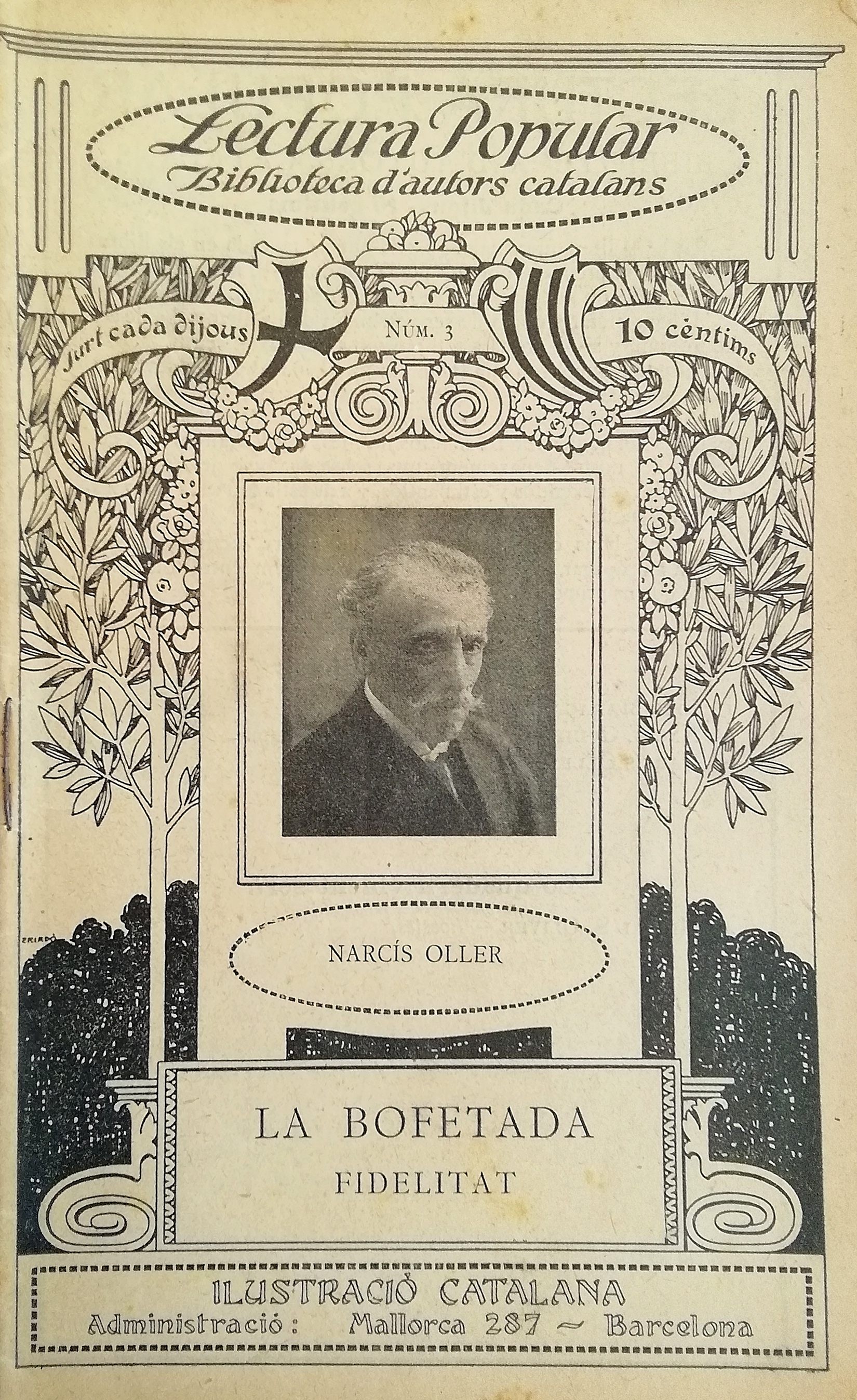
La Bufetada i Fidelitat de Narcís Oller. Edició publicada a Barcelona l'any 1913 per la col·lecció Lectura Popular Biblioteca d'autors catalans de la Il·lustració Catalana

La narrativa curta d'Oller, tant per la quantitat com per la diversitat de formes i temes constitueixen una part molt destacada de l'obra d'Oller, que seguí, a grans trets, la mateixa evolució que les seves novel·les. La seva producció en aquests camps abraça sis títols, que recullen pràcticament tots els seus contes i novel·les curtes, que, en alguns casos, foren publicats en revistes abans de ser aplegats en volum. El seu primer, Croquis del natural de 1879 mostra ja tendències realistes, si bé encara hi predominen els elements romàntics i costumistes. A l'època de plenitud creadora corresponen Notes de color (1883), De tots els colors (1888) i Figura i paisatge (1897), títols que, com tots els dels seus llibres de contes, són ben indicatius de la importància que donava als elements plàstics i descriptius. Anys més tard, quan havia abandonat la novel·la i gairebé tota activitat literària, retornà a la narració curta amb dos nous reculls: Rurals i urbanes (1916) i Al llapis i a la ploma (1918). A partir de 1923 publicaria a la col·lecció La Novel·la d'Ara diverses narracions curtes.
Els contes de Narcís Oller constitueixen una part molt destacada de la seva obra, tant per la quantitat com per la diversitat de temes i formes. Malgrat això són poc coneguts i pràcticament no han estat estudiats. Alan Yates ha remarcat que, dins la història del conte català, la importància d'Oller és similar a la que té com a fundador de la novel·la catalana.
Presidits per un afany moralitzador i per una premeditada recerca de l'amenitat, els contes d'Oller presenten una gran varietat temàtica. Alguns d'ells constitueixen una primera versió d'històries que després desenvoluparà en novel·les: aquest és el cas, per exemple, d'Un estudiant, amplificat a La papallona, o d'Isabel de Galceran, on esbossa el tema de Vilaniu. D'altres, com Viva Espanya!, Natura o Angoixa, insinuen camins estètics allunyats del realisme que caracteritza tota la seva producció literària i deixen pas, com ha posat en relleu Antònia Tayadella, a l'irreal, el misteri i la fantasia, encara que, a darrera hora, sigui incapaç d'acceptar aquests elements i opti per un retorn al pla de la realitat.
En la narrativa curta d'Oller hi ha un predomini estilístic de l'humor —associat sovint amb la sàtira, la caricatura o el grotesc—, basat sobretot en dos recursos: l'antítesi i la ironia. En conjunt, els seus contes constitueixen un corpus narratiu de gran qualitat que remarca i aclareix molts dels elements que caracteritzen la seva literatura.

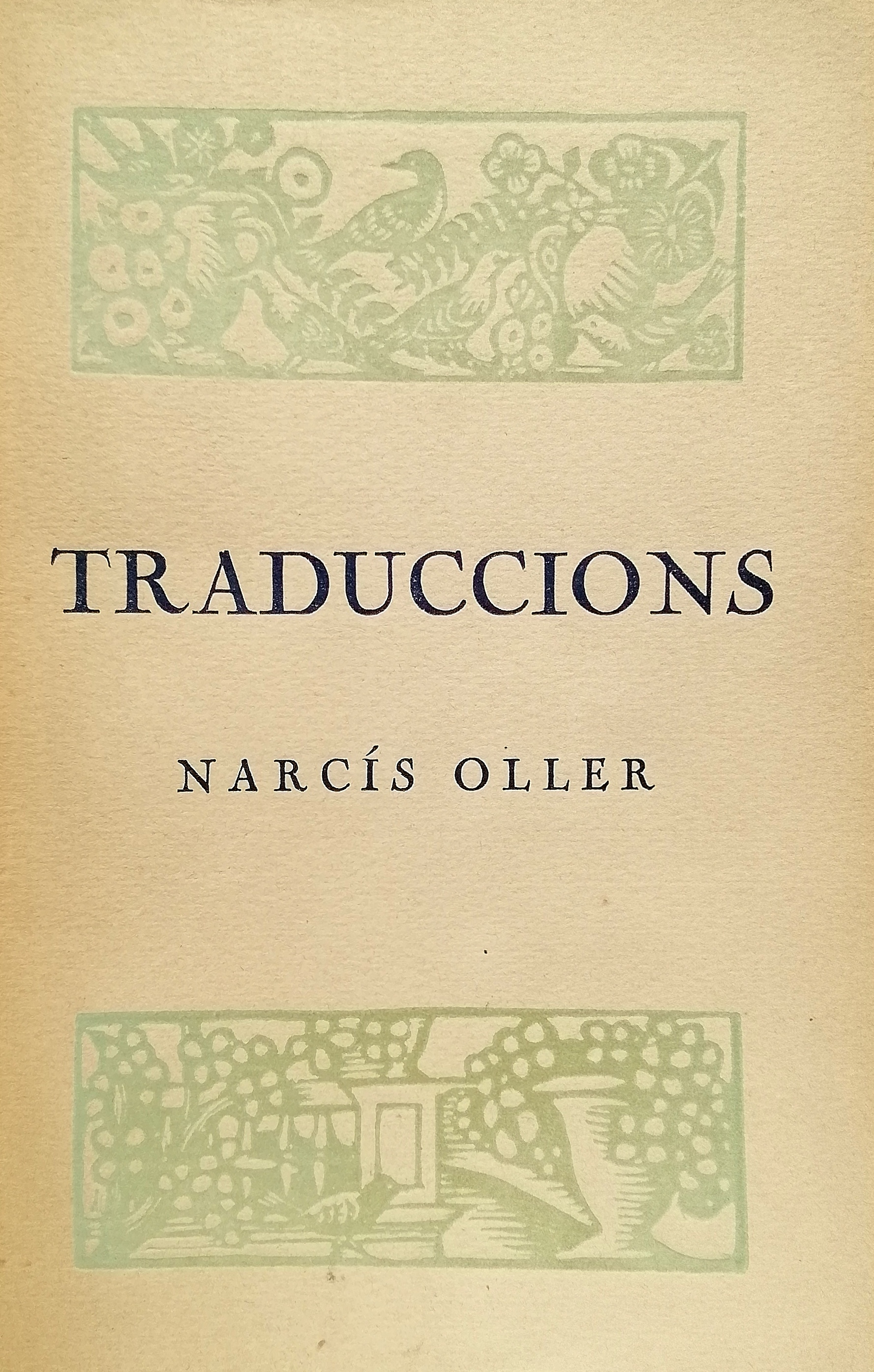
Traduccions (Selectes) de Victor Hugo, Gustave Flaubert, etcètera, per Narcís Oller, publicades a Barcelona l'any 1921 per Editorial Catalana

La producció teatral d'Oller, molt circumstancial i sense gaire interès, es redueix a dos títols: Teatre d'aficionats (1900), que inclou comèdies breus i monòlegs, en bona part adaptacions d'autors estrangers, i Renyines d'enamorats (1926), que conté una comèdia en dos actes extreta de Le dépit amoureux, de Molière, tres monòlegs i La brusa, una paròdia, molt breu, de La intrusa, de Maurice Maeterlinck.
Un gran interès tenen, en canvi, les seves Memòries literàries (que porten el subtítol d'Història dels meus llibres), aparegudes pòstumament el 1962, i en les quals, no sabem per quines raons, no s'incorporà tot un capítol, dedicat al teatre català del període que va des del Modernisme fins a la Primera Guerra Mundial. Escrites en forma de cartes a Víctor Català, foren redactades entre 1913 i 1918 (amb afegitons de 1919 a 1922) i abracen des dels anys 70 fins al 1906. Es tracta d'unes memòries essencialment literàries, que es destaquen per la força narrativa i la vivacitat dels records, tot i que, en molts moments, l'abundor de dades dona una certa feixuguesa a la prosa.
Les Memòries són una font documental extraordinària sobre la manera com Oller elaborà les seves obres i sobre l'acceptació crítica i la difusió que assoliren, alhora que informen de les relacions del novel·lista amb l'ambient literari (les seves suspicàcies, els seus ressentiments, la ruptura amb els escriptors més joves…), dels seus contactes amb els crítics i amb els escriptors catalans i castellans contemporanis i, en definitiva, de com funcionava el món literari i editorial en el segle xix i en els primers anys del segle xx.

## L'Oller realista
Amb el canvi de romanticisme a naturalisme, Oller comença a escriure en català, ell ho justifica per l'impacte dels Jocs Florals de Barcelona de 1887 perquè descobreix el fort lligam entre escriptor i llengua; per això d'ençà del 1878 comença a assajar ja en català i en fa un recull, de narracions diverses, al 1879. L'Oller realista sorgirà per la combinació d'una sèrie de factors, les seves lectures es fixen en la novel·la realista francesa (de Balzac a Zolà) i espanyola, esdevé partidari del progrés... Gràcies a J. Riera i Bertrana, Oller no sols connecta amb Guimerà sinó que va dur Oller a plantejar-se escriure en català.
Zolà diu a Oller: "vós no sou un naturalista, encara que sabeu emplaçar els personatges dins del seu medi, després us entendriu amb el vostre relat fins a sortir de la realitat". Oller troba la inspiració en la nua contemplació de la realitat, tanmateix pretén descobrir-ne també la seva poètica. Té el mateix mètode de treball que els realistes; a la gènesi de la 'Febre d'or' (la novel·la amb més de notes), es forneix directament del real i en copsa la realitat, per exemple a la borsa. Oller tria els personatges segons la seva pertinença a la seva societat contemporània, per exemple amb 'Sor Sanxa' que presenta als Jocs Florals. Oller és idealista als 80 però amb la lectura dels crítics i escriptors francesos i espanyols es decanta cap al realisme.
Amb "La papallona" publicada el 1882 amb la carta-pròleg de Zolà, Oller fa el salt europeu al nivell d'Eça de Queirós o Tolstoi a les seves literatures nacionals, també mercès a la carta-pròleg obre a Oller la fama internacional, té prou categoria per tenir amistat amb novel·listes com Zolà, Galdós, Pereda o Pawlowski. La carta-pròleg té idees importants: Barcelona és descrita amb objectivitat però els personatges són idealitzats però no pas per la concepció de la vida, els naturalistes francesos són positivistes i deterministes amb relació a l'ésser humà. A la carta-pròleg de Zolà a la "La papallona" de la traducció francesa hi diu que és la més llegida però no la més bona. Oller al 1886 escriu una carta a Zolà sobre la lectura de "Germinal", just en aquest moment Oller assumeix els paràmetres naturalistes-realistes, el mateix any va a París amb Zolà.
Ell no mai va titllar-se de naturalista, però Ixart o Navarro Aliguer reporten que Oller ha introduït el naturalisme a "Croquis al natural" de 1879, s'hi reflecteix el salt del romanticisme al realisme. Oller defineix el mot naturalista amb el significat de realista, és a dir, escola basada en l'observació del natural. L'obra d'Oller no seria el que és sense el naturalisme però tampoc no és possible analitzar l'obra des del punt de vista ortodox naturalista. La primera presa de contacte com a lector de Zolà als 70 amb la novel·la "Une page d'amour", entre "L'assomoir" i "Nana", un entreacte sentimental que no es correspon pas amb la sèrie de trets més "cruus"... però "Nana" també la va llegir encara que no ho podia confessar.
A l'epistolari Oller hi escriu el seu parer sobre 'Lo prohibido' de Galdós, retrats al natural; de 'Fortunata y Jacinta' de Galdós en diu que són de mena essencialment reals i vius, batec de vida i de veritat; això és el que vol fer a les seves novel·les. El documentalisme geogràfic d'Oller és exacte, Yxart i Oller creuen que la realitat sols pot esdevenir realitat a partir de la personalitat de l'artista, o sigui, que Oller és naturalista sempre que el punt de vista sigui entendrit.
Quan Oller descriu el pintor català realista Galofre, de fet es descriu a ell mateix: "varietat de belleses naturals de la realitat vivent, enamorat de la realitat viva però ensems que commou". Quan Oller reflexiona sobre la narració "La bufetada" publicada al 1884, en diu que s'inspira d'un cas real (i és veritat però el personatge no era pas carnisser sinó mestre d'obra), diu que ha d'empènyer la realitat a la versemblança, agençar la tècnica literària a la realitat. Aquesta teorització amb relació a la llengua l'any 1877 duu al creuament de cartes en què Galdós li diu que escrigui en espanyol perquè vendrà més de llibres i Oller li respon que si en volgués vendre més, escriuria en francès.
A la seva obra de creació empra tècniques, motius i situacions de la novel·la naturalista, no li cal llegir els texts teòrics del naturalme perquè va esser un gran lector de novel·les de tradició naturalista-realista, d'aquí els leitmotiv de la novel·la realista. Oller quan escriu novel·la té la realitat com a punt de partença però també de la quantitat de novel·la realista llegida, n'està podrit i l'assimila. El moment de plenitud és el 1892, però una plenitud curta, des del vessant creatiu és quan té més de confiança amb el model naturalista-realista.
El 1903 Oller publica l'article "Pèl i ploma" on valora la carta-pròleg de Zolà, és una valoració mediatitzada per la mateixa crisi del naturalisme. A mitjans dels 90 té desorientació artística fins a caure en silenci (sols amb l'excepció d'una darrera novel·la al 1898) per causa de la mort dels seus puntals Yxart i Sardà, sense ells se sent desvalgut i també per causa del context, hi ha un canvi de models literaris, el model de naturalisme-realisme cau en crisi i Oller cerca resoldre-ho amb "La bogeria" i "Pilar Prim" però no se'n surt. Oller explica la fascinació que té de "Guerra i pau" de Tolstoi, reflexiona sobre la llargada de la novel·la realista i també l'estructura i composició, hi pensa quan la novel·la realista cau en crisi, n'és un primer motiu, un segon és l'impacte del psicologisme de la novel·la russa. Amb el Noucentisme, Oller desapareix de la vida pública, però el 1925 s'adonen que els models de novel·la psicologista i urbana són amb Oller, concretament amb "Pilar Prim".

## Característiques de l'obra d'Oller

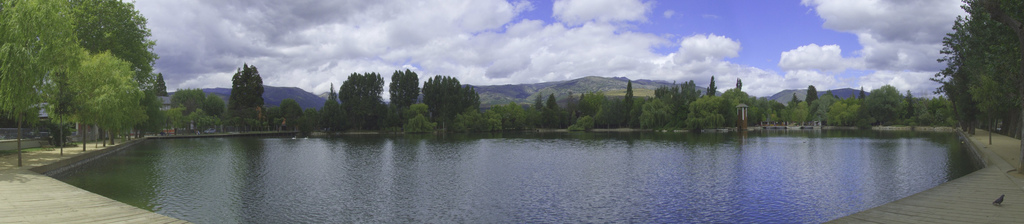
Llac de Puigcerdà, vila on Oller passava els estius, on va enllestir algunes obres, signà el pròleg de Vilaniu, i on situa part de la història de Pilar Prim.

Maurici Serrahima en estudiar l'obra de Narcís Oller va destacar que el propòsit literari global del novel·lista era «la veritat en art», és a dir, «la recerca i la reproducció de la realitat». Aquesta realitat, d'acord amb els principis estètics que seguia, havia de ser, necessàriament, la del seu país en l'època que li havia tocat viure. I així ho manifesten els temes que tracta en la seva obra. Tots ells venen a ser com una crònica general de la transformació de la societat catalana durant la segona meitat del segle xix i de l'impacte dels canvis que s'hi produïen sobre la vida urbana i la rural.
No és estrany, doncs, que al llarg de la seva producció apareguin aquells aspectes que, per a ell, eren els més significatius del món en ple desenvolupament en què es trobava immers: la construcció del ferrocarril, els jocs borsaris, el provincianisme de les ciutats petites, el caciquisme, les pugnes polítiques, els esdeveniments revolucionaris, l'ascensió de la burgesia, la crisi social i econòmica del camp, i, sobretot, la creixença de la ciutat gran, Barcelona.
Oller tenia un notable afany totalitzador quan reproduïa la realitat del seu temps. Per això resulta curiós de remarcar que alguns dels fenòmens més importants de la industrialització, com ara l'aparició del proletariat i la lluita de classes, li passin gairebé desapercebuts. Els obrers i el seu món apareixen ben poc a la seva literatura i, encara, des d'una perspectiva que no supera la visió costumista.
Zola destacava que, a La papallona, «Barcelona, s'agita en les descripcions amb intensa realitat», i que els personatges «es mouen en un terreny ben precís». Aquests judicis, que són aplicables al conjunt de l'obra olleriana, posen en relleu el realisme i la plasticitat amb què el novel·lista descriu els ambients de les seves narracions, i que són un dels seus majors encerts literaris.
Contrastant amb això, els personatges, «que no acaben de tocar del tot de peus a terra», continuava observant Zola, resulten «lleugerament idealitzats». Oller sol accentuar, precisament, aquells aspectes del personatge que resulten més idealitzables —en el cas dels personatges positius— o bé més caricaturitzables —en el cas dels negatius. De la seva galeria de figures literàries, les femenines acostumen a ser les de més entitat, les més aprofundides psicològicament; les masculines, en canvi, tendeixen a tenir un caràcter més esquemàtic, una personalitat menys rica i matisada. Amb tot, personatges com Daniel Serrallonga, de La bogeria, o l'Oleguer, de L'Escanyapobres, resulten creacions notabilíssimes.
La inclinació idealista que mostra Oller en la caracterització dels seus personatges està relacionada amb un aspecte més global, que Sergi Beser i Ortí, en un estudi essencial sobre l'obra del novel·lista, anomenà «les limitacions narratives de Narcís Oller». Aquestes limitacions depenen, en bona part, «de dues tendències innates en Oller que, pertanyen a la seva personalitat més íntima, es reflecteixen a la reproducció narrativa, àdhuc aconsegueixen, en gran part, individualitzar-la»: el moralisme i el sentiment d'arrel romàntica.
Aquesta parella d'elements, que contrasten amb el realisme naturalista que intentava de seguir, són constants a tota la seva obra. Per Oller el sentiment era el més important en l'home i, per salvar-lo, recorre a la crítica moralista dels comportaments humans. D'aquí la crítica de les tares morals i socials (l'avarícia, la calúmnia, els convencionalismes injustos…) i el premi per als «bons» (ni que sigui, com en el cas de la Toneta de La papallona, a les portes de la mort) i de la destrucció per als «dolents».

La narrativa d'Oller és, diu Sergi Beser, 
| « | Resultat de l'enfrontament de dos mons culturals i literaris difícils d'unir: per un costat, el realisme vorejant la naturalesa zolià; per l'altre, aquest sentimentalisme moralista que sembla allunyar-se cap al Romanticisme tradicional. (...) Una crítica valorativa de les obres d'Oller ens mostra el fracàs de l'escriptor en aquells relats que no superen aquesta contradicció (La papallona, Vilaniu) i la qualitat d'aquelles que, per motius diferents, aconsegueixen resoldre-la (L'Escanyapobres, La bogeria), la deixen en un pla secundari (La febre d'or) o li troben una justificació dins d'un nou concepte de novel·la (Pilar Prim). | » |

## Significació històrica d'Oller
En publicar-se el 1882 La papallona, feia només una vintena d'anys que hi havia novel·la en català. Per trobar mostres anteriors del gènere caldria recular fins a la darreria del segle xv, que fou quan s'escriviren Tirant lo Blanc i Curial e Güelfa (i, encara, aquesta darrera, el manuscrit de la qual es descobrí al segle xix, fou publicada per primera vegada l'any 1901). Oller, doncs, no tenia gairebé precedents quan es decidí a conrear la novel·la. Abans d'ell una escassa producció d'obres romàntiques, costumistes i fulletonesques constituïen l'únic bagatge que trobà. D'altra banda, aquest tipus de novel·les corresponien a uns models literaris desfasat, ja que arreu d'Europa hi havia una novel·lística d'un nou signe: la realista.

Narcís Oller fou l'escriptor que, tot superant els anacronismes esmentats, aconseguí de situar la novel·lística catalana dins els corrents literaris més avançats de la seva època. Oller és indubtablement un dels més rellevants novel·listes catalans i ocupa, en opinió de Sergi Beser, 
| « | un lloc important dins la narrativa europea del segle xix i, si bé no figura entre els grans mestres —Balzac, Dickens, Galdós, Tolstoi, Eça de Queirós…— no resta pas gaire lluny d'ells; a més, representa per a la cultura catalana el mateix que aquests autors per a les cultures nacionals respectives. | » |

Per valorar adequadament la tasca d'Oller cal tenir presents un seguit de factors que condicionaren la realització de la seva obra. D'una banda, aquells que provenien de la seva personalitat; una permanent inseguretat literària —superada, en part, gràcies als consells i l'encoratjament dels literats amics seus, sobretot dels crítics Yxart i Sardà— i una certa indolència facilitada per la manca de dedicació professional a la literatura, que li impedia, a vegades, de tirar endavant els projectes literaris i el sumien en períodes de dubtes o de desgana.
D'una altra banda, hi havia dos problemes que sorgien directament del context cultural català: la imperfecció del llenguatge literari («empobrit per l'escàs conreu dels últims segles i sotmès, en aquell moment, a les tensions entre partidaris d'un català col·loquial i els defensors d'una llengua arcaïtzant») i la manca d'uns models aptes per al realisme narratiu. Oller reemplaça en part la inexistència d'una tradició literària adient amb la novel·lística francesa i castellana contemporània.
Aquesta novel·lística seguia els codis estètics del realisme naturalista i a aquest corrent s'adherí Oller. Fou, però, una adhesió condicional. N'acceptà les tècniques de composició de l'obra, i en rebutjà la ideologia determinista i materialista i el propòsit de denúncia i canvi social que hi ha en la doctrina zoliana. A més, ja hem vist com el sentimentalisme moralista condiciona profundament les seves realitzacions literàries.
Amb totes les seves mancances i limitacions, Oller feu un treball enorme materialitzat en una obra d'alta qualitat literària que omplí, en bona part, el buit existent en el camp de la novel·la, tot recuperant la tradició novel·lística catalana perduda i possibilitant la tasca dels narradors del segle xix.
Narcís Oller té avui un interès que no és merament historicista, un interès que va més enllà del seu caràcter de fundador de la novel·la catalana moderna. Avui les seves millors creacions (L'Escanyapobres, La bogeria, Pilar Prim i, fins i tot, els contes) es reediten amb una freqüència inusual en el nostre mercat literari. I és que Oller, quan ja han passat vuitanta anys de la publicació de la seva darrera novel·la, encara connecta, com tots els bons narradors, amb el públic.

## Obres

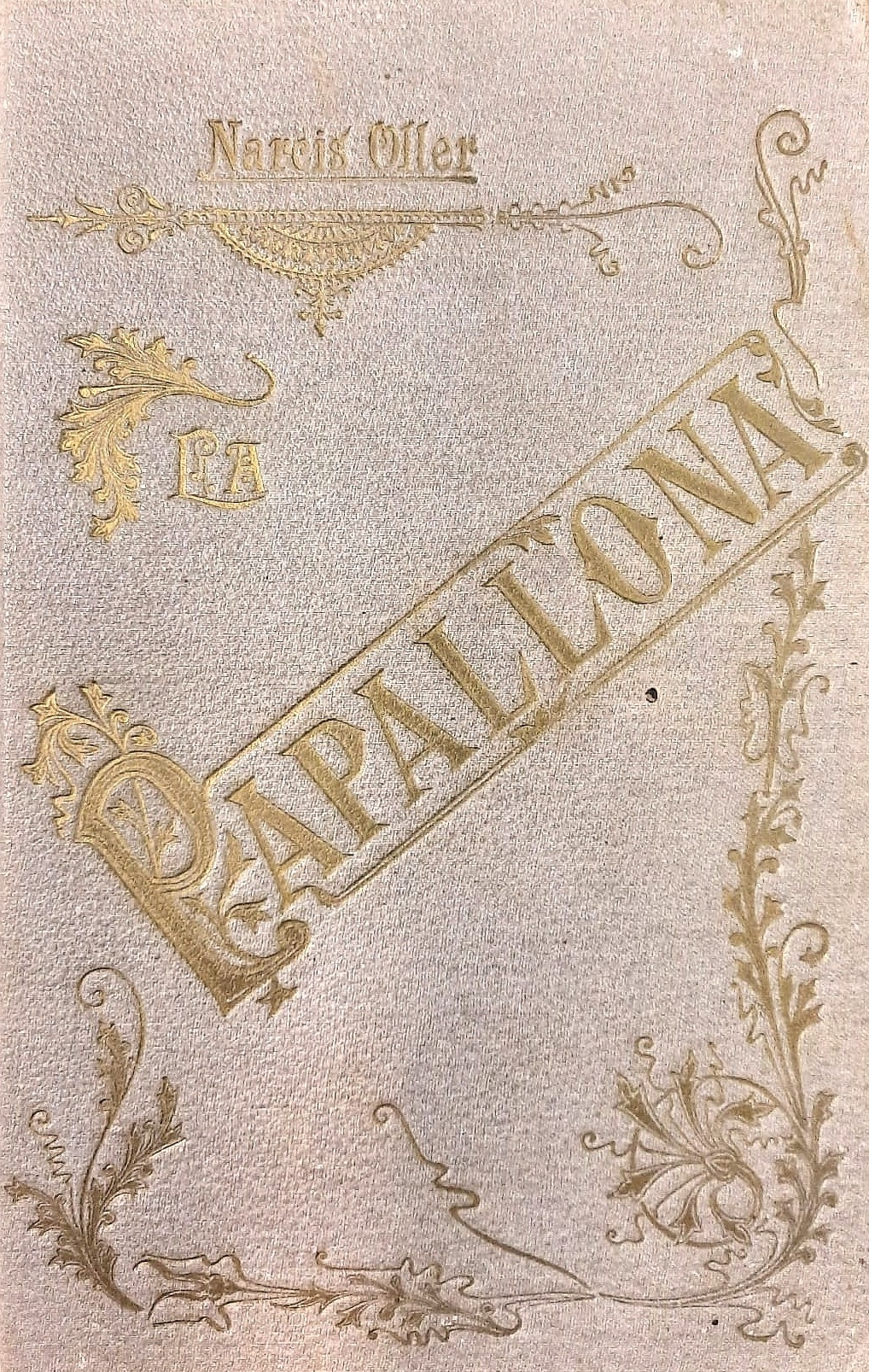
La Papallona, edició de l'any 1902 amb l'epíleg d'Émile Zola

### Narrativa
- El pintor Rubio, 1876 (en castellà i inèdit)
- Un viaje de placer, 1868 (sota el pseudònim Plácido)
- Croquis del natural, 1879
- La papallona, 1882 (amb pròleg d'Émile Zola)
- Notes de color, 1883
- L'Escanyapobres, 1884
- ( llegiu-lo)  La bufetada, 1884
- Vilaniu, 1885
- De tots colors, 1888
- La febre d'or, 1890–1892
- Figura i paisatge, 1897
- ( llegiu-lo)  La bogeria, 1898
- llegiu-lo) Pilar Prim, 1906
- Rurals i urbanes, 1914
- Al llapis i a la ploma, 1918

### Teatre
- Teatre d'aficionats, 1900
- Renyines d'enamorats, 1926

### Assaig
- Memòries literàries. Història dels meus llibres (1913-1918, publ. 1962)

## Patrimoni Literari

### Arxiu Històric de la Ciutat de Barcelona
La documentació personal juntament amb la biblioteca de Narcís Oller van ser cedides de franc per Joan Oller i Rabassa a l'Arxiu Històric de la Ciutat de Barcelona (AHCB), a la fi de la guerra civil. A aquest important donatiu s'afegí l'ingrés per compra, amb data 18 d'octubre de 1968, d'altres documents d'entre els quals destaca l'exemplar original manuscrit de les Memòries literàries o històries dels meus llibres, que va restar restringit a la consulta per expressa voluntat de la família, malgrat que ja havia estat publicat l'any 1962 per l'Editorial Aedos de Barcelona. Aquesta publicació recull de forma íntegra, amb algunes variacions i esmenes, el manuscrit, excepte el capítol XVI, no publicat.
La documentació personal de l'escriptor català Narcís Oller i Moragas és, amb un total de 5.973 documents, un dels fons de caràcter privat més destacats conservats a l'AHCB. Cal significar d'aquest conjunt la importància de l'epistolari amb 4.798 cartes. Les tipologies dels documents són: documentació personal i familiar (345 documents); drets d'autor (35 documents); activitat professional (87 documents); manuscrits (170 documents); epistolari (4.798 cartes); i premsa (527 documents). D'aquesta documentació una part ja havia estat ordenada anteriorment en nou sèries i registrada amb les sigles NO i el número de la sèrie corresponent —en xifres romanes— seguida del número del document. 3.464 registres en total.

### Centre d'Estudis: Societat Narcís Oller
La Societat Narcís Oller neix com una entitat sense afany de lucre, al voltant de persones vinculades a l'ensenyament (tant universitari com secundari) i a l'activitat cultural i editorial de Valls. Els seus objectius són constituir-se coma centre de referència de les actuacions de difusió, promoció i investigació del patrimoni sobre Narcís Oller. Impulsar l'estudi de Narcís Oller i la narrativa moderna arreu del territori i divulgar la figura i obra de l'autor en concret com un dels personatges més rellevants de la literatura catalana del segle xix.
Els projectes més rellevants que la Societat s'ha proposat a dur a terme són editar les obres completes de l'autor, posar en funcionament rutes literàries, disposar d'un recorregut senyalitzat per la ciutat natal de l'autor, crear un centre d'interpretació i documentació i organitzar simposis sobre narrativa sobretot en el territori de l'Alt Camp.

### Ruta Literària Narcís Oller
La Societat Narcís Oller posa a disposició de grups escolars (ESO i Batxillerat) i grups de turistes i visitants una Ruta Literària de l'autor pel barri antic de Valls. La ruta, estrenada el novembre de 2008, ens permet passejar tant per la via senyalística com la literària pels indrets més significatius en l'obra de l'autor. Uns medallons i plafons informatius permeten recórrer els indrets més emblemàtics de Valls i la seva relació amb l'escriptor vallenc més universal.
Un o dos guies ens acompanyen per un total de vuit indrets vallencs i llegeixen fragments acuradament triats, significatius i entenedors de l'obra. La ruta ha estat elaborada per la Societat Narcís Oller, amb col·laboració de professorat de la Llengua i Literatura Catalana de L'IES Narcís Oller de Valls i el Centre de Recursos Pedagògics de l'Alt Camp. Disposa d'una durada aproximada de 70-80 minuts.
La ruta també es pot fer seguint la iniciativa pròpia del visitant, ja que la ruta senyalètica indicada en un fulletó, es lliura en la mateixa Societat i disposa de dues parades intermèdies més que la ruta feta amb guia.

#### Itinerari
· Plaça del Quarter, comencem la ruta davant del monument de Narcís Oller de l'escultor Josep Busquets de l'any 1964 on es representa la relació entre Valls i el novel·lista on es troba representat llegint un llibre a la plaça.
· Carrer de la Cort, davant de la capella del Roser on hi havia la casa on va néixer l'autor però com que quedà orfe de ben petit la família va anar a viure més tard a la casa del germà de la seva mare. La família Moragas.
· La Plaça del Blat és un dels punts centrals de Valls i on conflueixen els habitants de Vilaniu (lloc de pas per anar a l'església, els balcons, on es produeixen els castells…) es troba també situat la Galeria de Vallencs Il·lustres on es pot visitar el retrat de Narcís Oller en la sala de plens de l'Ajuntament de Valls.
· Arcs de Ca Magrané i Església de Sant Joan. On a l'obra de Vilaniu hi ha una bona descripció de l'església i de l'ambient que s'hi crea amb el motiu de la festa del patró i on a La febre d'or també surt esmentada la vida a través d'aquests carrers.
· La Plaça del Carme és on Oller situa la casa dels Galceran a Vilaniu, anys més tard però Oller també ens situa en aquest indret on ja s'ha convertit en el Sindicat Agrícola fins que la part més antiga s'enderrocà l'any 2004 però conserven algunes fotografies de quan hi habitava la família.
· La Plaça de l'Oli és una magnífica plaça porxada on des de l'any 1210 cada dimecres esdevé de centre neuràlgic de comerç a la ciutat. Petits tocs que encara conserva aquella ciutat de Narcís Oller.
· Plaça dels Alls és com rep el nom on Narcís Oller va viure la gran part de la seva infantesa, lloc on se situa l'antiga casa Moragas, actualment desapareguda. Aquí però és el lloc on hi havia la gran biblioteca personal del seu Oncle i indret on Josep Yxart i Narcís Oller van emprendre l'aventura per l'escriptura.
· Finalment, per acabar la ruta ens situem al Pati, Antic Hospital de Sant Roc i plaça principal de Valls i que rep el nom del fet que va ser el pati d'armes del castell de l'arquebisbe durant l'edat mitjana i que tot i les reformes no ha canviat d'aspecte ni l'esperit original del poble. On de ben segur com tots els vallencs Narcís també hi va jugar i conversava amb els seus co-ciutadans.
Aquesta ruta literària resumeix l'itinerari senyalètic complet, format per 11 punts informatius, i també disposa de quaderns de treball gratuïts elaborats pel Centre de Recursos Pedagògics de L'Alt Camp de dos nivells. Per a ESO i Batxillerat i disponibles en format .pdf enfocat per a grups escolars.

### Mapa Literari
El Carrer de la Cort a Valls és on Narcís Oller molt probablement va néixer, en la casa que ocupava el lloc de l'actual amb el número 25. Al davant, podem llegir alguns fragments de Records de noi que ens ajudaran a recuperar els anys d'infantesa de l'autor. El seu nom s'originà quan esdevingué lloc de pas dels nobles que es dirigien des del castell cap a l'església de Sant Joan.
Precisament, en aquest carrer de l'església que desemboca a la façana lateral del temple, Narcís Oller hi localitza la casa on viu Daniel Serrallonga, protagonista de La bogeria. És un lloc indicat per llegir el fragment en què Armengol s'arriba a Vilaniu a comprovar els escenaris reals on s'expliquen que han passat les facècies de Serrallonga.
Per la seva banda, Narcís Oller en la novel·la Vilaniu situà la casa dels Montellà a Plaça del Blat de Valls en l'actual l'edifici de Can Sagarra. La balconada de la qual era una talaia ben especial per veure la festa castellera.
La Casa Ortega situada al Bosc de Valls, molt a prop de la torre dels Moragas, i que havia estat propietat del pare de Narcís Oller. Coneguda com el Bosc d'Ortega de ben segur que fou marc d'esplais de l'Oller nen. Uns fragments de Vilaniu i La Bogeria  descriuen com eren els darreres d'un mas dels voltants del Bosc de Valls que pot servir-nos de lectura en aquest indret.
La Casa de camp de Narcís Oller es troba als Boscos de Valls, i rep el nom de “Maiola” en els seus escrits. És un indret fora del nucli urbà que a partir de mitjan segle xix es convertí en lloc d'estiueig de les famílies benestants vallenques. Aquest edifici, que data d'inicis del segle xviii i és d'estil neoclàssic, va pertànyer a la família Moragas i que, per tant, fou freqüentat en la seva infantesa per Narcís Oller, és el marc idoni per llegir alguns records dels seus anys de formació i que compartí molt compenetradament amb el seu cosí Josep Yxart.
«Aprofitant les vacacions d'estiu, me’n vaig anar amb un cosí meu, gran caçador, a fer una excursió per Bondelit. Tres dies vam estar per aquella serra, caçant poquíssim, però torrant-nos molt la pell i refent la musculatura que un perd a ciutat. A la millor, per dalt de la carena, una recolzada inesperada ens oferia la vista panoràmica de l'enlluernadora vall de Flors. Al mig d'ella, bon tros amagada per l'arbreda dels rierals i carreteres que l'enronden, descobríem Vilaniu, cap de partit de tota aquella plana sembrada de poblets, de masos i de torres.»
En aquest espai es van filmar diverses escenes de l'adaptació cinematogràfica de La febre d'or. Del davant estant, es té una bella panoràmica de la ciutat de Valls i és un bon punt per llegir el fragment de Vilaniu que relata l'arribada a aquest lloc d'estiueig per part dels protagonistes de la novel·la.
Oller també ens deixa en les seves obres l'empremta de la seva segona ciutat, Barcelona. La Porta de la Pau en l'actual barri de la Barceloneta, fou un espai que en èpoques passades era fora de les muralles de la ciutat, també conegut com el moll de Capitania, el tenim documentat per l'autor en un fragment de La febre d'or,.quan fa gairebé una pintura descriptiva de com Gil Foix, el protagonista, i els seus companys s'embarquen en una llanxa. El que avui és el passeig de Colom, fins a mitjan segle xix estava ocupat per la muralla de Mar, per sobre de la qual hi havia també un passeig perquè els barcelonins s'hi poguessin esbargir. La segona passarel·la que comunica el moll de la Fusta amb el passeig de Colom per sobre de la ronda del Litoral, situada entre el carrer de la Plata i el de Simó Oller, pot ser un bon punt per llegir un fragment de La bogeria de Narcís Oller. Aprofita el signe de modernitat que van representar l'aterrament de la muralla i l'obertura al mar de les cases de la façana marítima, per situar-hi una escena en què el protagonista, Daniel Serrallonga, és enrondat per una multitud de curiosos quan ell dona cops de cec a dreta i esquerra amb un garrot.
Finalment, l'Antic Convent i actual Centre d'Arts Santa Mònica és el lloc idoni per la lectura del fragment de La papallona que narra l'episodi del bateig del fill de la Toneta, la protagonista.